# Ground Force One

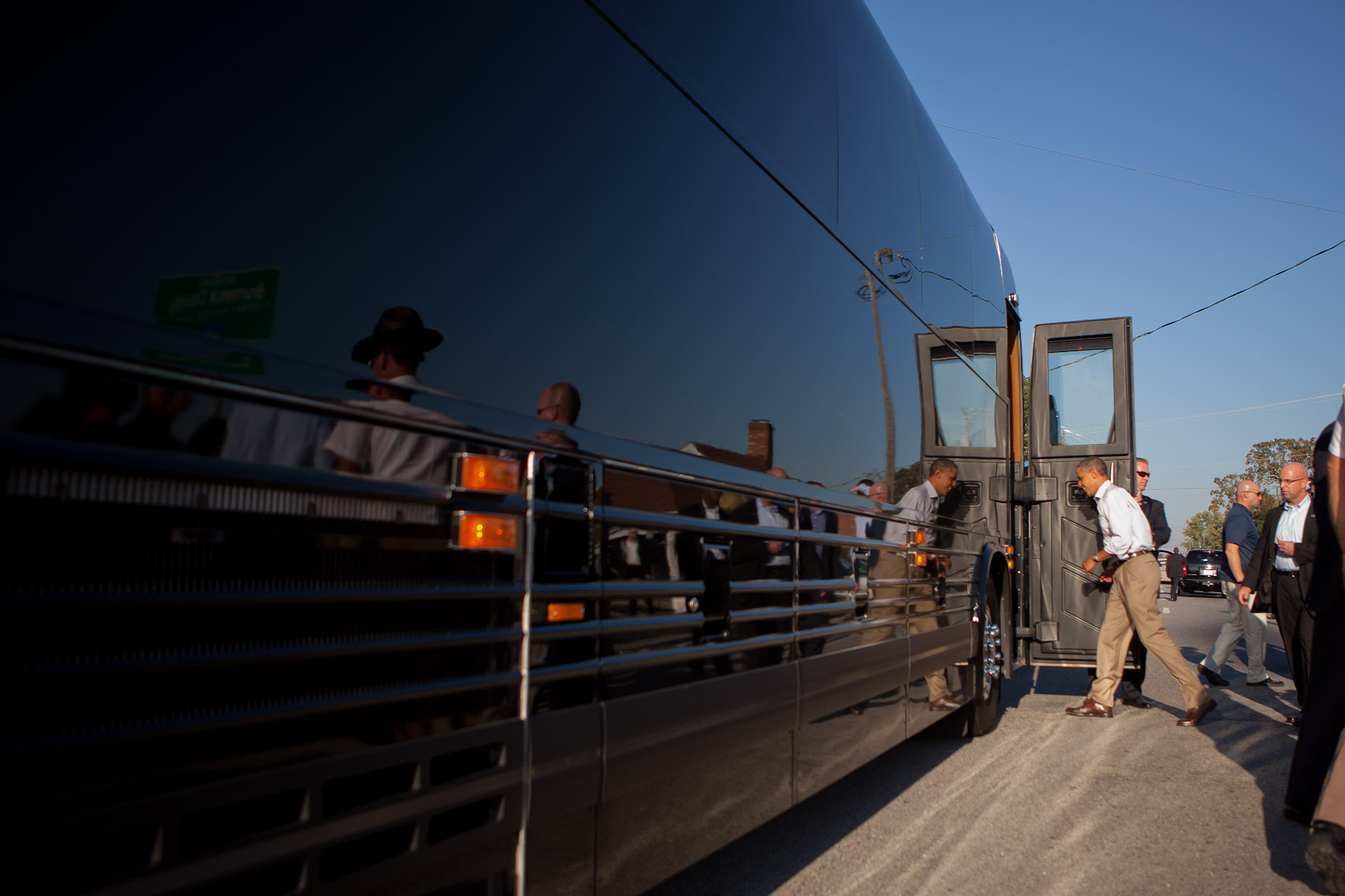
Präsident Obama besteigt den Bus (2011)

Ground Force One ist die inoffizielle Bezeichnung des schwer gepanzerten Busses für den Transport des US-Präsidenten oder anderer Würdenträger.
Der Secret Service beschaffte im Juni 2011 zwei Stück zum Preis von je 1,1 Mio. $.
Hergestellt wurde der Bus, Modell X3-45 VIP, von der in Québec, Kanada ansässigen Firma Prevost Car. Ausgestattet wurde der Bus von der Firma Hemphill Brothers Coach Company aus Nashville, Tennessee. Er ist mit modernster Kommunikationsausstattung versehen.